# حمولة

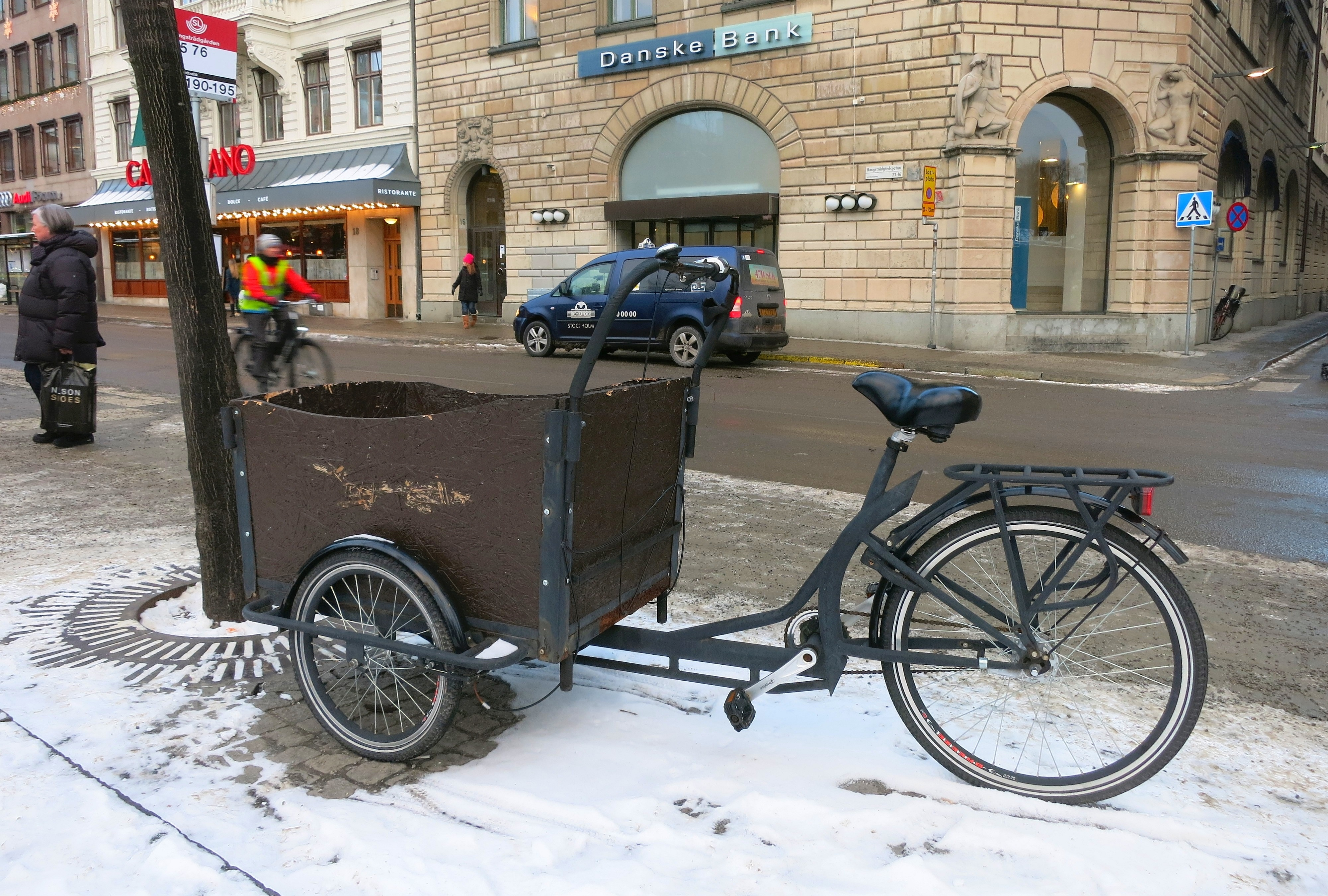
ناقلة شحن صغيرة جدًا - دراجة ثلاثية العجلات للشحن

الحمولة هي السلع والمنتجات التي يتم نقلها عادة لأغراض تجارية، تنقل البضائع عادة عن طريق السفن أو الطائرات أو القطارات أو حتى الشاحنات، وتنقسم البضائع إلى عدة تصنيفات هي:
- حمولة حاويات: هي البضائع التي تنقل بالحاويات.
- حمولة سائبة.
- حمولة المواشي الحية.
- حمولة عامة: وتشمل غالب البضائع عدا السيارات والمعدات ذاتية الحركة والمواشي والبضائع السائبة.